# Forças Armadas dos Emirados Árabes Unidos

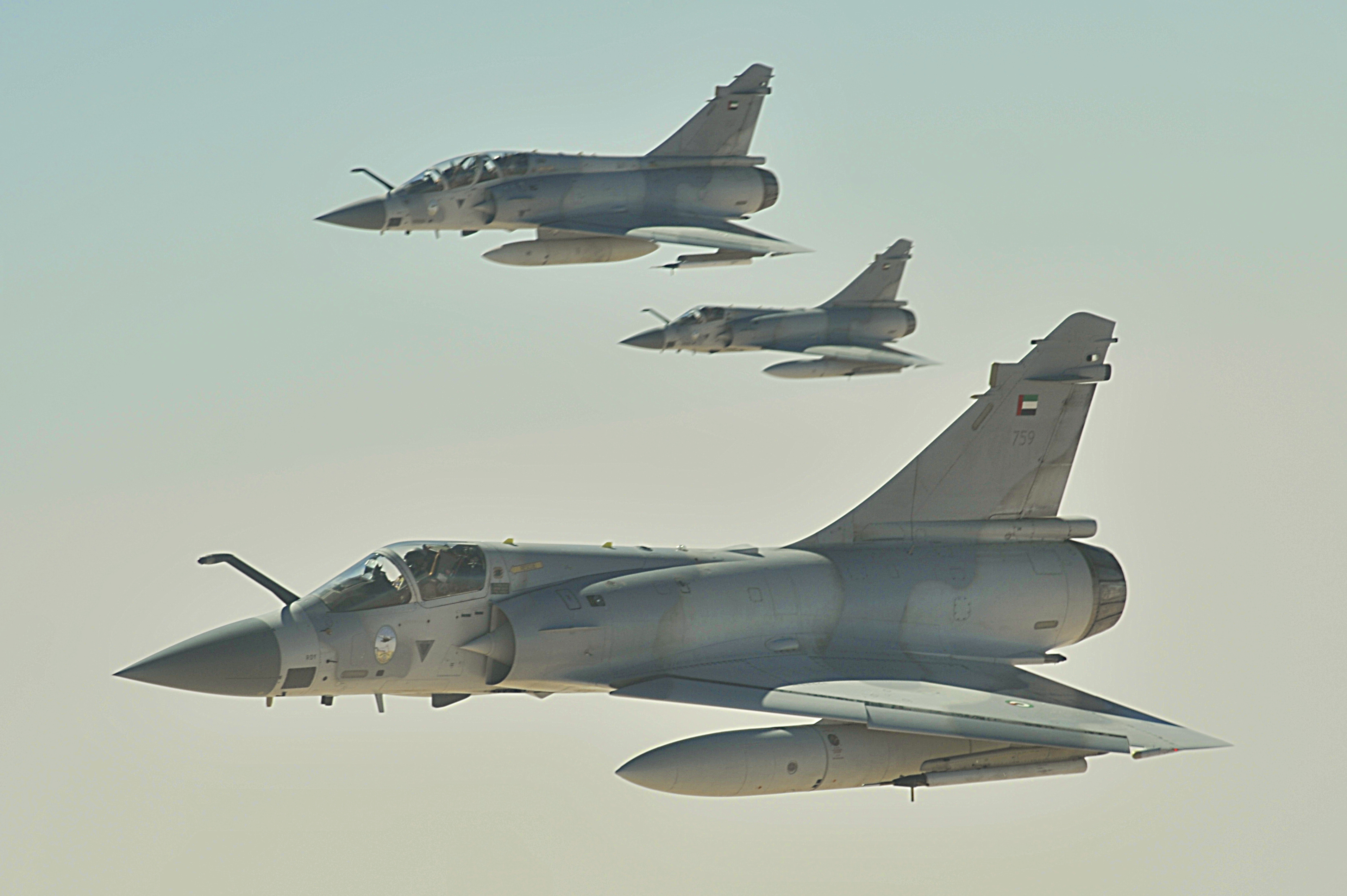
Caças Mirage 2000 da força aérea emiradense.

As Forças Armadas dos Emirados Árabes Unidos (ou Força de Defesa da União) são a principal força de defesa e ataque dos Emirados Árabes Unidos e dos seus Emirados. Sua sede fica em Abu Dhabi. Seus equipamentos vem, principalmente, de países ocidentais, mas também contém muitos armamentos da antiga União Soviética. Recentemente o país tem aumentado consideravelmente seus gastos militares.

## Assistência e cooperação militar
Os Emirados Árabes Unidos são apenas um dos três países e a única nação árabe a participar com os Estados Unidos em seis ações de coalizão nos últimos 20 anos: Afeganistão, Líbia, Somália, Bósnia-Kosovo, a Guerra do Golfo de 1990 e a mais recente operação contra o grupo terrorista Estado Islâmico. Em março de 2015, se juntaram a uma intervenção militar liderada pela Arábia Saudita no Iêmen, após os rebeldes Houthis derrubarem o governo do presidente Abd Rabbuh Mansur Al-Hadi.[carece de fontes?]

## Fotos

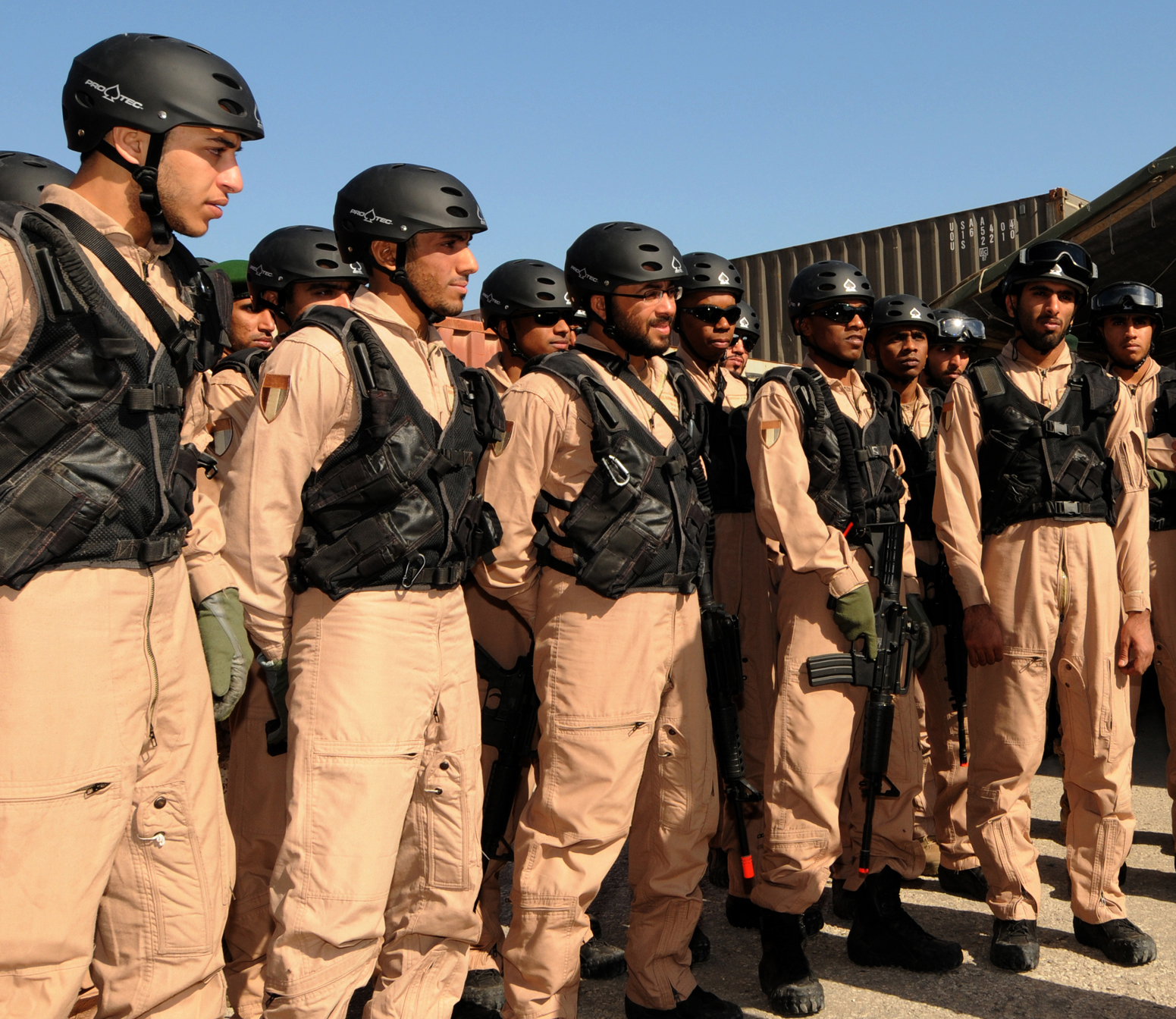
Militares dos Emirados Árabes Unidos num campo de treinamento.
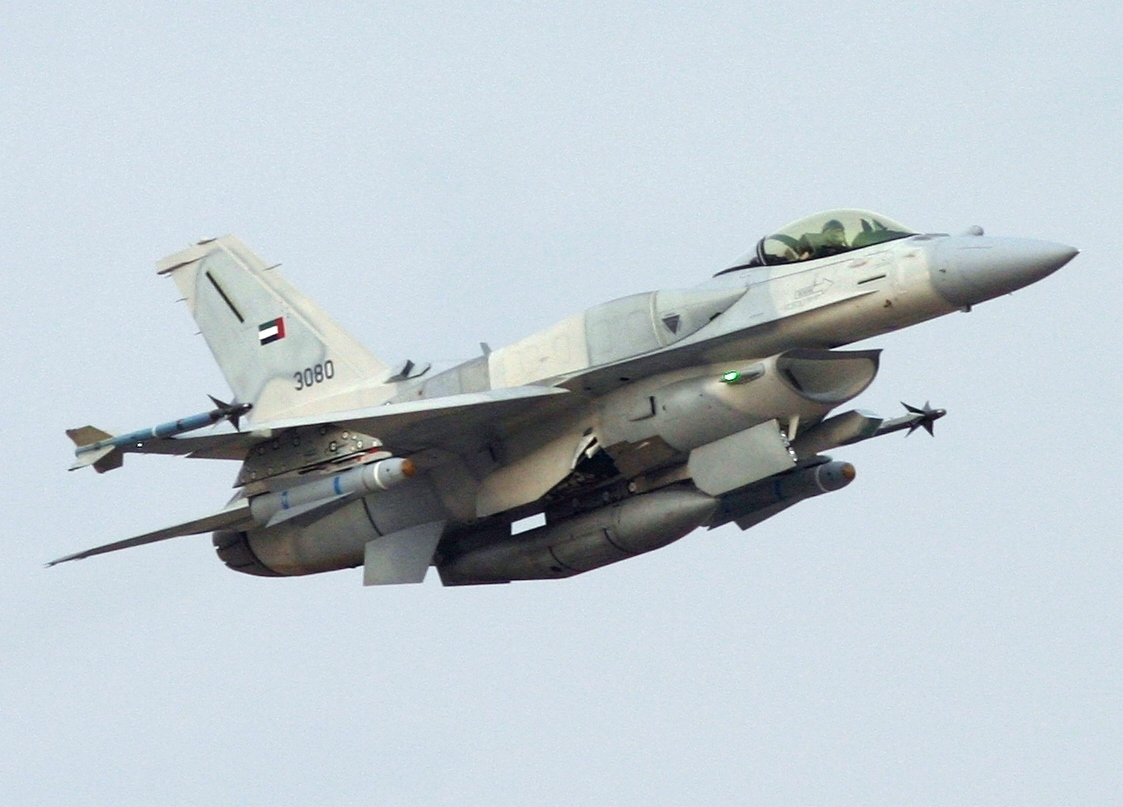
Um F-16 da força aérea.
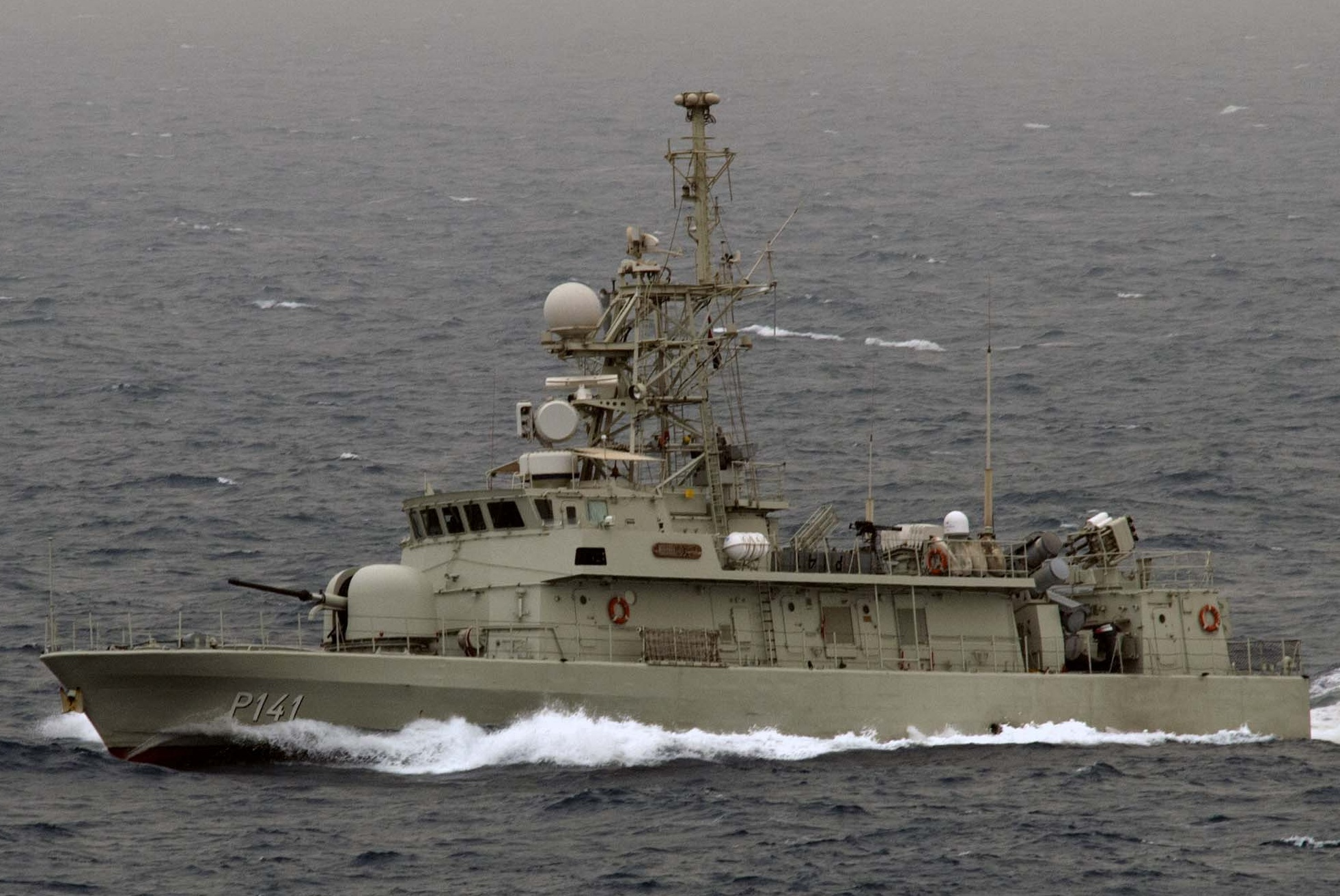
A corveta Mubarraz (P141).
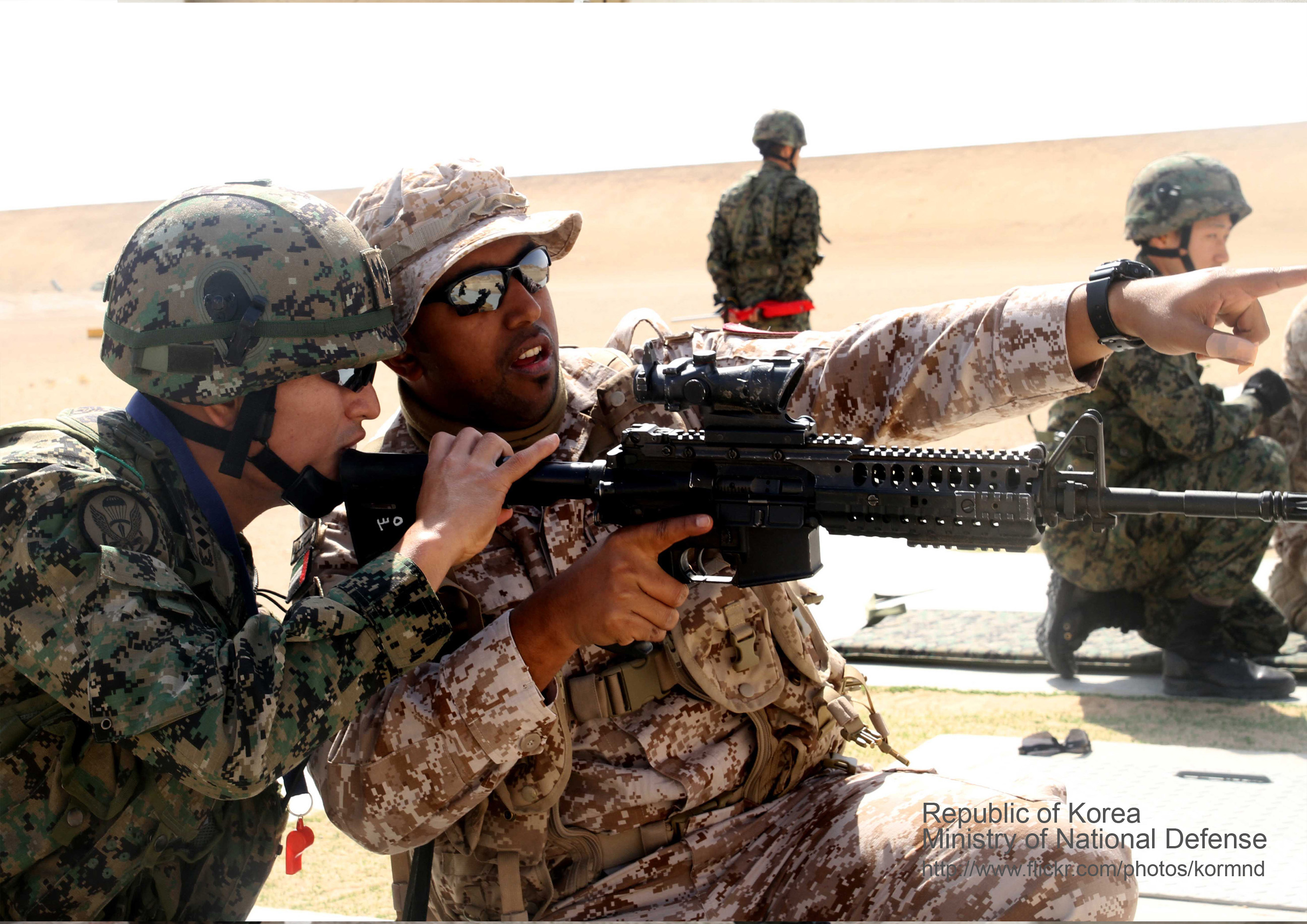
Um soldado dos Emirados Árabes treinando com militares sul-coreanos.